# Đường cao tốc S19 (Ba Lan)
Đường cao tốc S19 (tiếng Ba Lan Droga ekspresowa S19) là một con đường lớn ở Ba Lan đã được quy hoạch để chạy từ biên giới đến Belarus ở Kuźnica qua Białystok, Lublin và Rzeszów, đến biên giới với Slovakia tại Barwinek, nơi nó sẽ kết nối với đường cao tốc R4 trong tương lai (Slovakia). Con đường là một phần của tuyến đường Via Carpatia được đề xuất.
Tổng chiều dài kế hoạch là 570 km (350 mi). Kể từ ngày 1 tháng 9 năm 2017, chỉ có bốn phần đường ngắn đã được hoàn thành:
- 6 km (3,7 mi) đường tránh của Miedzyrzec Podlaski, hiện nay được phân loại là quốc lộ 19 vì độ ngắn của nó,
- 7,87 km đường tránh của Kock và Wola Skromowska, khai trương vào tháng 12 năm 2011 [1]
- Đường tránh phía tây Lublin
- 19,39 km đường Rzeszów - Sokołów Małopolski, một phần của đường tránh Rzeszów, khai trương tháng 9 năm 2012
- 5 km (3,1 mi) đường Rzeszów - Swilcza, đường tránh phía tây Rzeszów, khai trương tháng 12 năm 2013

Ngoài ra, hai đoạn đường hiện có gần Rzeszów sẽ nhận được các phần mở rộng ngắn trong những năm tới. Việc đấu thầu cho các đoạn đường này đã được tiến hành.
Vào cuối năm 2013, các quan chức chính phủ Ba Lan tuyên bố rằng phần đường S19 giữa Lublin và Rzeszów sẽ được ưu tiên và được hoàn thành vào năm 2020. Vì đường S19 không được Liên minh châu Âu coi là hành lang vận chuyển ưu tiên (mặc dù trước đó hy vọng rằng nó có thể đủ điều kiện như vậy), hiện tại không có mốc thời gian chắc chắn khi nào toàn bộ việc xây dựng đường S19 có thể kết thúc. Theo một tài liệu phác thảo sự phát triển cơ sở hạ tầng giao thông trong tương lai do chính phủ Ba Lan ban hành vào tháng 8 năm 2014, con đường này sẽ hoàn thành vào năm 2023.